# Johannes Palm (Mediziner)

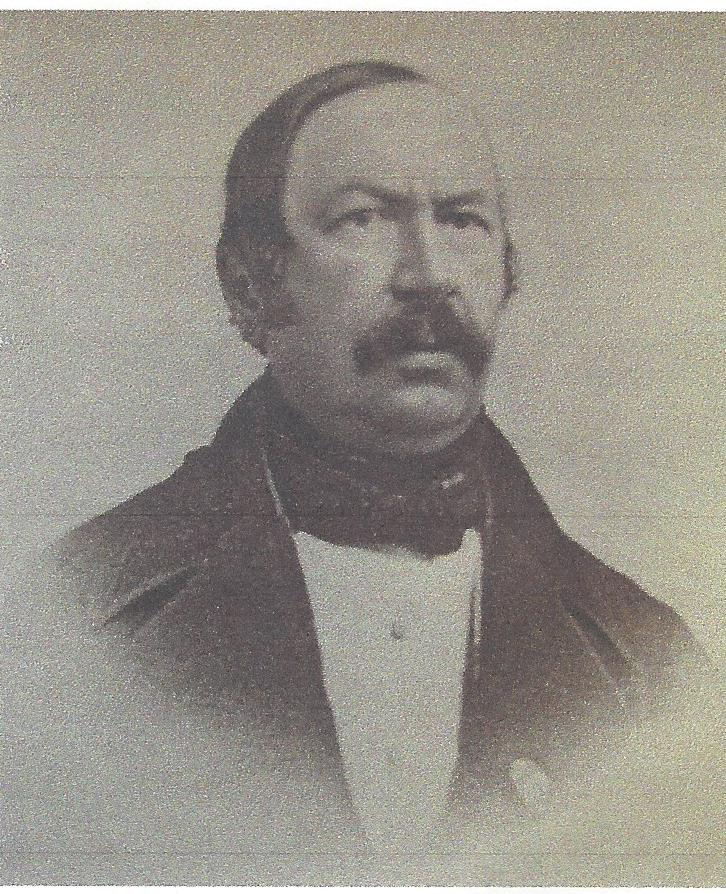
Johannes Palm, eine der ältesten Fotografien in Ulm

Johannes Palm (* 17. Juni 1794 in Ulm; † 29. Mai 1851 in Ulm) war ein deutscher Chirurg.

## Leben
Palms Eltern waren Wilhelm Friedrich Palm († 1814), Stadtwundarzt und Oberamtschirurg in Ulm, und seine Frau Justine Magdalene geb. Majer († 1806). Er besuchte das Gymnasium im ehemaligen Ulmer Barfüßerkloster. 1808 begann er als 14-Jähriger eine Lehre bei seinem Vater.

### Soldat und Student
Am 20. August 1813 meldete Johannes Palm sich in Stuttgart als Kriegsfreiwilliger zum Dienst als Unterarzt in der Württembergischen Landwehr. In den Befreiungskriegen kämpfte er zunächst noch für Napoleon Bonaparte. Als das Herzogtum Württemberg am 2. November 1813 die Seiten wechselte, diente Palm im Infanterie-Regiment von Franquemont; der Regimentsinhaber war Wilhelm I. (Württemberg). Auf dem Vormarsch nach Paris an Typhus erkrankt, verbrachte Palm Monate in Lazaretten und Hospitälern. 1814 wurde er aus der Württembergischen Armee entlassen.
Am 20. Mai 1815 immatrikulierte er sich an der Eberhard Karls Universität Tübingen für Medizin. Dort gehörte er zu den Stiftern der Corps Württembergia und Ulma (1817). Da er an einem Duell (Erath/Koller) beteiligt gewesen war, erhielt er das Consilium abeundi. Von Albrecht Ludwig Berblinger angeregt, promovierte er 1818 über Beinprothesen zum Dr. chir.

### Arzt in Ulm
Er eröffnete 1819 eine Arztpraxis im väterlichen Haus und heiratete Katharina Margaretha Litzel († 1837). Sie brachte 13 Kinder zur Welt, von denen vier als Säugling starben. Indem er als Wundarzt Medikamente verabreichte, brachte Palm die (wohl neidischen) Doctores medicinae gegen sich auf. Daraufhin beantragte Palm in Tübingen die Zulassung zur medizinischen Prüfung. Der Antrag wurde abgelehnt, weil Palm kein großes Latinum vorweisen konnte. Für die Zulassung zur Prüfung musste er seine philologischen Kenntnisse bei einem Testat in Ulm unter Beweis gestellt haben. Die Vorbereitung zog sich neben Praxis und Familie etliche Jahre hin. Wegen der unerlaubten medizinischen Tätigkeit wurde Palm 1822 zu drei Wochen Arrest verurteilt. Er saß aber nur einen Tag ab, weil Eugen Friedrich Heinrich von Württemberg für seine Freilassung eintrat. Palm absolvierte die philologische Prüfung und wurde 1827 nach dem medizinischen Examen in Tübingen als „Arzt für Medizin“ zugelassen.
Wie sein Vater wurde er Hospital- und Stadtwundarzt (1833) und Oberamtswundarzt (1835). Am 18. Mai 1836 leitete er in Ulm die Versammlung württembergischer Ärzte. 1840 heiratete er die Louise Friederike verw. Bantlin geb. Murschel. Nach drei kinderlosen Ehejahren wurde er wieder Witwer. Zum ersten Mal setzte er Schwefeläther (1847) und Chloroform (1848) zur Narkose ein. In der Deutschen Revolution 1848/1849 wirkte er vermittelnd. Er erlitt Ende 1849 ein schweres Thoraxtrauma und starb mit 57 Jahren an einer Perikarditis.

## Ehrungen

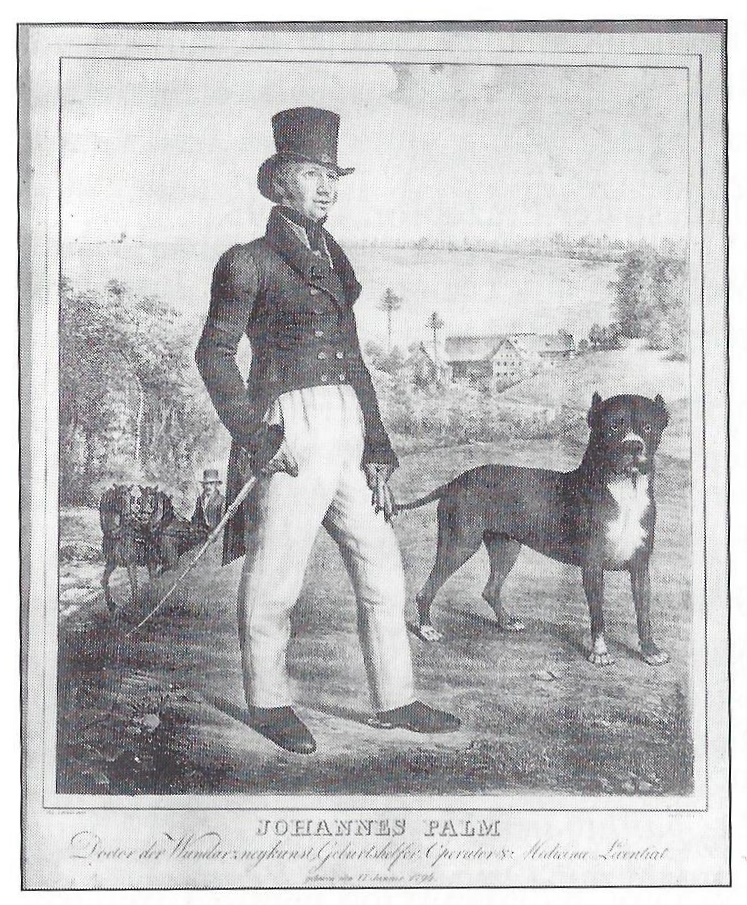
Johannes Palm – „Doctor der Wundarzneykunst, Geburtshelfer, Operator & Medicinae Licentiat“

- Goldene Preismedaille in Chirurgie, Universität Tübingen (1818)
- Rittmeister der Ulmer bürgerlichen Ehrengarde zu Pferd (1834)
- Kriegsdenkmünze (Württemberg) (1840)
- Johannes-Palm-Straße in Ulm (1969)[5]